# Irmãos Coragem
Irmãos Coragem fue una telenovela brasileña producida por la cadena Rede Globo entre el 29 de junio de 1970 y el 15 de junio de 1971, con un total de 328 capítulos. Fue protagonizada por Tarcísio Meira, Gloria Menezes, Regina Duarte, Claudio Cavalcanti, Claudio Marzo y antagonizada por Gilberto Martinho. Fue el primer gran éxito de la cadena Rede Globo e internacionalizó la telenovela brasileña.

## Historia
João Coragem (Tarcísio Meira), un hombre simple, grosero y generoso, es el hijo mayor de la familia Coraje. En la pequeña Coroado, dentro de Minas Gerais, João encuentra un diamante valioso, que es robado de sus manos a mando del coronel Pedro Barros (Gilberto Martinho), que dirige los garimpos y es el hombre más poderoso de la ciudad, dictando las reglas en la región. Para recuperar su piedra y luchar contra las injusticias del coronel, João cuenta con la ayuda del hermano Jerónimo (Claudio Marzo) . Pero João conoce y se apasiona por la tímida y reprimida Lara (Gloria Menezes), la hija enferma de Pedro Barros, que desconocía la enfermedad de su hija. Lara tiene otras dos personalidades: la fruncida y salvaje Diana, su extremo opuesto, y Márcia, un poco de todo entre Lara y Diana. Estas tres diferentes mujeres confunden y enloquecen de pasión a João Coraje.
El joven Jerónimo, por su parte, tiene una pasión reprimida por la India Potira (Lúcia Alves), su hermana de creación. Mientras João entra en la lucha contra Pedro Barros de arma en las manos, Jerónimo entra en política, en el partido de izquierda, para acabar con los desmanes del coronel. Y para huir del amor de Potira, el muchacho se involucra con Lidia Siqueira, hija de un importante diputado.
Duda (Claudio Cavalcanti) es el otro hermano de João. Un famoso jugador de fútbol, el muchacho dejó atrás la ciudad y su amor de infancia, Ritinha (Regina Duarte). Ella es la niña romántica e ingenua que lucha por el amor de Duda cuando regresa a Coroado. Pero éste ya está involucrado con otra mujer, Paula, que no mide esfuerzos para quedarse del lado del jugador. El conflicto crece cuando Ritinha embarazada de Duda, él está obligado a casarse con ella y la lleva a la gran ciudad. 

## Reparto
- Tarcísio Meira – João Coragem
- Glória Menezes – Lara (Maria de Lara Barros) / Diana Lemos / Márcia Lemos
- Claudio Marzo – Jeromo (Jerônimo Coragem)
- Cláudio Cavalcanti – Duda (Eduardo Coragem)
- Regina Duarte – Ritinha (Rita de Cássia Maciel)
- Zilka Salaberry – Sinhana
- Gilberto Martinho – Coronel Pedro Barros
- Carlos Eduardo Donabela – Delegado Diogo Falcão
- Emiliano Queiróz – Juca Cipó
- Lúcia Alves – Potira
- José Augusto Blanco – Rodrigo César Vidigal
- Ênio Santos – Dr. Maciel (Salvador Maciel)
- Ana Ariel – Domingas
- Hemíclio Fróes – Lourenço D’Ávila / Ernesto Bianchini
- Neuza Amaral – Branca
- Michel Robin – Alberto
- Myrian Pérsia – Paula
- Paulo Araújo – Ernani
- Mirian Pires – Dalva Lemos
- Glauce Rocha – Estela
- Milton Gonçalves – Brás Canoeiro
- Suzana Faini – Cema
- Dary Reis – Lázaro
- Sônia Braga – Lídia Siqueira
- Jurema Penna – Indaiá
- Macedo Neto – Padre Bento
- Renato Master – Dr. Rafael Marques
- Ican Cândido – Delegado Gerson de Castro
- Arnaldo Weiss – Damião
- Arthur Costa Filho – Gentil Palhares
- Lourdinha Bittencourt – Manuela
- Monah Delacy – Dona Deolinda
- Leda Lúcia – Margarida

## Versiones
- México - Hermanos Coraje, telenovela co - producida en Perú entre TIM y Panamericana Television.

- Argentina - Mi Nombre Es Coraje, telenovela producida en Argentina por América TV.

- Brasil -  Irmãos Coragem, Remake de la original de 1970, producida por la propia Rede Globo entre 2 de enero a 1 de junio de 1995, en conmemoración a los 30 años de la emisora.